# AMX-10P
Der AMX-10P ist ein amphibischer französischer Transport- und Schützenpanzer mit ABC-Schutz. Hergestellt wurde er vom Rüstungsbetrieb GIAT.

## Beschreibung
Das Fahrzeug wurde im Jahr 1973 in das französische Heer eingeführt, um den veralteten AMX-13 VCI zu ersetzen. Die Hauptbewaffnung ist die 20-mm-M693-F1, auch bekannt unter der Bezeichnung 20-mm-Tarasque.
Ende 2015 verfügten die französischen Streitkräfte über keine Fahrzeuge dieses Typs mehr. Sie wurden durch Radpanzer vom Typ Véhicule blindé de combat de l’infanterie (VBCI) ersetzt.

## Versionen
- AMX-10P: Variante mit einem MILAN- oder HOT-ATGM-Raketenstarter
- AMX-10P/Milan: ausgestattet mit zwei MILAN-ATGM-Raketenstartern
- AMX/HOT: ausgestattet mit vier HOT-ATGM-Raketenstartern (mit Toucan-II-Turm)
- AMX-10 TM: ausgestattet mit einem 120-mm-Mörser RT-61
- AMX-10 PAC 90: ausgestattet mit einer Giat 90-mm-Kanone zur Panzerbekämpfung[3]
- AMX-10P Marine: Variante mit verbesserten Schwimmeigenschaften, ausgestattet mit einer 12,7-mm-, 25-mm- oder einer 90-mm-Kanone
- AMX-10 PC: Befehlswagen
- AMX-10 RC: Allradantrieb (6×6) statt Gleisketten; ausgerüstet mit einer 105-mm-Kanone

## Verwendung in anderen Armeen
- Griechenland – 105[4]
- Indonesien – 134[4]
- Irak – Anzahl unbekannt[4]
- Katar – 40[4]
- Marokko – 10[4]
- Saudi-Arabien – 470[4]
- Singapur – 44[4]
- Vereinigte Arabische Emirate – 18[4]